# Sheila Jasanoff
Sheila Sen Jasanoff (India, 1944) is een Amerikaanse wetenschapper die belangrijke bijdragen leverde aan het vakgebied wetenschapsdynamica.

## Vroege leven en opleiding
Jasanoff werd in India geboren. Ze studeerde aan het Radcliffe College en behaalde in 1964 daar haar Bachelors-graad in de wiskunde. Vervolgens studeerde ze linguistiek en behaalde haar titel Master of Arts aan de Universiteit van Bonn. Ze keerde terug naar Harvard en promoveerde daar tot PhD in linguistiek in 1973, en haalde in 1976 een graad als Juris Doctor jurisprudentie aan Harvard Law School. Zij kreeg een aanstelling aan Cornell University, waar ze een pionier was in het vakgebied Science and Technology Studies. In 1998 ging Jasanoff werken aan de John F. Kennedy School of Government van de Harvard University als hoogleraar openbaar bestuur. In 2002 kreeg ze de Pforzheimer leerstoel als hoogleraar Science and Technology Studies.

## Werk
Jasanoff was grondlegger en leider van het Programma Wetenschap, Technologie en Samenleving aan de John F. Kennedy School of Government van de Harvard University. Haar onderzoek richt zich op de rol van wetenschap en de staat in hedendaagse democratische samenlevingen. Haar werk is van belang voor de wetenschapsdynamica, politicologie, rechts- en beleidswetenschappen. Jasanoffs onderzoeksthema's betreffen ontwikkelingen in vele landen, onder meer de Verenigde Staten, verschillende Europese landen en India, en verschillende thema's, zoals het  klimaatprobleem en biotechnologie. Een van haar belangrijkste werken is de Fifth branch over het belang van wetenschappers – als een vijfde macht – in de politiek.

## Privé
Jasanoff is getrouwd met Jay H. Jasanoff en heeft twee kinderen, Maya Jasanoff, hoogleraar geschiedenis aan Harvard, en Alan Jasanoff, hoogleraar Biological Engineering aan het Massachusetts Institute of Technology

## Publicaties (selectie)
- Jasanoff, S. 1990, The fifth branch : science advisers as policymakers, Cambridge, Mass ; London : Harvard University Press.
- Jasanoff, S., E. Markle, James C. Petersen & Trevor Pinch (eds.) 2002, Handbook of science and technology studies, Thousand Oaks ; London : Sage, 1995 ; édition revue et augmentée, Thousand Oaks, Calif ; London : SAGE.
- Jasanoff, S. (ed) 1994, Learning from disaster : risk management after Bhopal, Philadelphia : University of Pennsylvania Press.
- Jasanoff, S. 1995, Science at the bar : law, science, and technology in America, Cambridge, Mass ; London : Harvard University Press.
- Jasanoff, S. & Marybeth Long Martello (eds.) 1997, Comparative science and technology policy, Cheltenham : Elgar.
- Jasanoff, S. (ed.) 2004, Earthly politics : local and global in environmental governance, Cambridge, Mass. ; London : MIT Press.
- Jasanoff, S. (ed.) 2004, States of knowledge : the co-production of science and the social order, London : Routledge.
- Jasanoff, S. 2005, Designs on nature : science and democracy in Europe and the United States, Princeton, N.J. ; Oxford : Princeton University Press.